# Lista de unidades federativas do Brasil por altitude
Acompanha uma lista das unidades federativas do Brasil por altitude.
| Bandeira | Estado              | Pico                    | Altitude (metros) | Ref    |
| -------- | ------------------- | ----------------------- | ----------------- | ------ |
|          | Acre                | Serra do Divisor        | 609               | [ 1 ]  |
|          | Alagoas             | Serra da Onça           | 1016              | [ 2 ]  |
|          | Amapá               | Serra Tumucumaque       | 701               | [ 3 ]  |
|          | Amazonas            | Pico da Neblina         | 2993,78           | [ 4 ]  |
|          | Bahia               | Pico do Barbado         | 2088              | [ 5 ]  |
|          | Ceará               | Pico da Serra Branca    | 1154,56           | [ 6 ]  |
|          | Distrito Federal    | Chapada do Rodeador     | 1341              | [ 7 ]  |
|          | Espírito Santo      | Pico da Bandeira        | 2891,98           | [ 8 ]  |
|          | Goiás               | Pouso Alto              | 1676              | [ 9 ]  |
|          | Maranhão            | Chapada das Mangabeiras | 804               | [ 10 ] |
|          | Mato Grosso         | Serra do Monte Cristo   | 1118              | [ 11 ] |
|          | Mato Grosso do Sul  | Morro Grande            | 1065,4            | [ 12 ] |
|          | Minas Gerais        | Pico da Bandeira        | 2891,98           | [ 13 ] |
|          | Pará                | Serra Acaraí            | 1060              | [ 14 ] |
|          | Paraíba             | Pico do Jabre           | 1197              | [ 15 ] |
|          | Paraná              | Pico Paraná             | 1877,392          | [ 16 ] |
|          | Pernambuco          | Pico do Papagaio        | 1260              | [ 17 ] |
|          | Piauí               | Chapada das Mangabeiras | 860               | [ 18 ] |
|          | Rio de Janeiro      | Pico das Agulhas Negras | 2790,94           | [ 19 ] |
|          | Rio Grande do Norte | Serra do Coqueiro       | 868               | [ 20 ] |
|          | Rio Grande do Sul   | Pico do Monte Negro     | 1403              | [ 21 ] |
|          | Rondônia            | Pico do Tracoá          | 1126              | [ 22 ] |
|          | Roraima             | Monte Roraima           | 2739,3            | [ 23 ] |
|          | Santa Catarina      | Morro da Boa Vista      | 1823,592          | [ 24 ] |
|          | São Paulo           | Pedra da Mina           | 2798,39           | [ 25 ] |
|          | Sergipe             | Serra Negra             | 742               | [ 26 ] |
|          | Tocantins           | Serra Traíras           | 1340              | [ 27 ] |